# Fóti SE
A Fóti Sport Egyesület (FSE) egy 110 éves múlttal rendelkező, főváros közeli sportkör, ami jelenleg több, mint egy tucat szakosztályt működtet. Labdarúgói a legnagyobb sikert a 2000-2001-es szezonban érték el professzionális státuszban, mikor az NB I/B , vagyis a 2. osztály 6. helyén végeztek.

## Története
Az FSE-t Fót település sportszerető lakosai és iparosai alakították meg 1913 nyarán Fóti Labdarúgó Ifjak néven. Klubszínük lila-fehér, ami jelzi, hogy számtalan szállal kapcsolódtak az Újpest FC-hez. Az I. világháború, a Tanácsköztársaság, majd a Trianoni békeszerződés csapásainak kiheverését követően, Fóti MOVE SE néven vettek részt a MOVE bajnokság 1921-es küzdelmeiben és a Duna-jobbpart bajnokai lettek. Az 1925-1926-os idényben a Középmagyarországi kerület, II. osztály, Váci alosztályba osztották be őket immár Fóti SE néven. A II. világháború végéig összesen 13 évet szerepeltek a 3. osztályban és 3 dobogós helyezést értek el, 6 évet töltöttek a 4. osztályban, mely során 1 dobogós helyezést értek el és 1 évet szerepeltek az 5. osztályban.
Az FSE a 2. osztályban éli át a magyar labdarúgás II. világháború utáni újjáéledését és újjászervezését 2 szezonon keresztül, és a következő időszakban ő maga is átesett több névváltoztatáson és összevonáson. Az 1940-es évek hátralévő részében 2-2 szezonban szerepelt a 3. és a 4. osztályban. 1948 eseményekben gazdag év volt az FSE történetében: Téli Kupát rendezett másik 3 környékbeli csapat részvételével, amit házigazdaként meg is nyert; majd új sporttelepre költözött, melynek új labdarúgó pályája a csapat Nyári Kupa (Középmagyarországi csoport) mérkőzésein debütált.
Az 1950-es években az FSE 2 szezonban szerepelt a 3. osztályban, valamint 6 szezonban a 4. osztályban, mely során 2 dobogós helyezést ért el. Az 1960-as években 2-2 szezont töltött el a 4. és az 5. osztályban, továbbá 4 szezont a 6. osztályban, mely során 1 dobogós helyezést szerzett, végül 2 szezonban szerepelt a 7. osztályban 1 dobogós helyezéssel.
Az 1970-es években az FSE 3 szezonban szerepelt a 4. osztályban és ért el 2 dobogós helyezést, 7 szezonon keresztül szerepelt az 5. osztályban 2 dobogós helyezéssel, és 1 szezont töltött a 6. osztályban.
1979-ben az FSE-t és a Kisalagi SE-t összevonták és egészen 1987-ig Fóti Béke Mgtsz SE néven szerepeltek. Az így megerősödött csapat a Budai II László és Menczel Iván edzőpáros irányításával bajnoki címet szerzett a 4. osztály 1979-1980-as szezonjában és feljutott a 3. osztályba. A magasabb osztályú szereplés azonban csak 1 évig tartott és az FSE az 1980-as évek hátralévő részében újra a 4. osztályban szerepelt.
Az 1990-es évek során a csapat újra FSE néven szerepelt. 1 szezont töltöttek a 3. osztályban, 5 szezont a 4. osztályban 1 dobogós helyezést elérve és 4 szezont az 5. osztályban 4 dobogós helyezéssel. 1995. június 6-án, az Izland elleni olimpiai selejtezőre készülő magyar válogatott lépett pályára Fóton és nyerte meg az előkészületi mérkőzést 7:0-ra az 5. osztályú bajnoki (Pest megyei II. osztály, Északi csoport) győzelmét ünneplő FSE ellen.
1999 nyara meghatározó változásokat hoz: Balogh Sándor helyi vállalkozó és az FSE elnöke megveszi az NB II-es szereplés jogát, mellyel így története során az FSE először emelkedett ki az “amatőr” státuszból és szerepelt a 3. osztályban az 1999-2000-es bajnoki szezonban, sőt  onnan feljutva a Nemzeti Bajnokság 2. osztályában 3 emlékezetes “professzionális” szezonon keresztül a 2000-es évek elején. 1999 és 2002 őszén az FSE a Magyar Kupában is játszott 2, illetve 1 mérkőzést. Az FSE története során a legjobb eredményt a 2000-2001-es szezonban érte el, mikor is az NB I/B 6. helyén végzett. Később a pénzforrások beszűkölése következtében az FSE az évtized végére visszacsúszott a 6. osztályba (1-1 szezon a 3. és az 5. osztályban, 3 szezon a 4. osztályban, 2 szezon a 6. osztályban).
Az FSE 2013. szeptember 29-én ünnepelte centenáriumi megalakítását és százéves működését. Az ünnepi műsor egyik eleme az FSE felnőtt- és öregfiúk csapatának mérkőzése volt az újságíró válogatott ellen (3:1).
A 2010-es években az FSE 8 szezonon keresztül szerepelt a 6. osztályban és 2-szer jutott fel annak dobogójára, és 2 szezont töltött a 7. osztályban. A 2020-as években az FSE továbbra is a 7. osztályban szerepel és ért el 2 dobogós sikert.

## Sporttelepe
Az Egyesület első telephelye a Fót település temetője mögötti részen volt. Innen 1948-ban költöztek a jelenleg is használt sporttelepre, amely a Károlyi-kastély területéből lett kikanyarítva. Az FSE már az új pályán szerepelt a Nyári Kupa sorozat során.
Az 1980-as évek elején sporttelep-bővítés kezdődött, melynek keretében négysávos atlétikai pályát alakítottak ki, továbbá aszfaltozott kézilabdapályát, klubépületet öltözővel, fürdővel és társalgóval, valamint kondícionálótermet. Az új létesítményeket a megalakulásának 70. évfordulója alkalmából 1983. április 30-án megrendezett átadási ünnepség keretében vette birtokba az Egyesület és a sportszerető közönség. Később salakos teniszpályákat is kialakítottak és nézőtérkorszerűsítést is végeztek.
Az 1990-es évek második felében 2 nemzetközi mérkőzést is játszottak az FSE sporttelepén. 1996. április 25-én a magyar 16 évesek válogatottja 2-0-ra legyőzte Svédország U16-os válogatottját. 1997. június 21-én pedig az Újpest öregfiúk csapata fogadta a “Real Madrid” néven felálló spanyol veterán vegyescsapatot (13:3).
2008. november 25-én, vagyis a Magyar Labdarúgás Napján, a sporttelepet Balogh Sándor Sportcentrumnak nevezték el az FSE egykori elnöke és főszponzora után.
2022-ben a sporttelep jelentős bővítésen ment keresztül, melynek során megépült a Phoenix Városi sportcsarnok, futókör és műfüves pálya.

## Sikerei
Az FSE története során a labdarúgók a legjobb eredményt a 2000-2001-es szezonban érték el, mikor “profi” státuszban is az NB I/B, vagyis a 2. osztály 6. helyén végeztek. A csapat Duna-jobbpart bajnoka lett az 1921-es MOVE bajnokságban.
3. osztály
- Második hely: 1927-1928,
- Harmadik hely: 1926-1927, 1931-1932.

4. osztály
- Győztese: 1957 tavasz, 1979-1980,
- Második hely: 1938-1939, 1947-1948, 1958-1959, 1990-1991,
- Harmadik hely: 1978-1979.

5. osztály
- Győztese: 1975-1976, 1994-1995,
- Második hely: 1974-1975, 1993-1994, 1997-1998, 1998-1999.

6. osztály
- Győztese: 1968,
- Második hely: 2012-2013,
- Harmadik hely: 2013-2014.

7. osztály
- Győztese: 1963 ősz, 1966, 2021-2022,
- Második hely: 2020-2021.

## Híres játékosok
A labdarúgó pályafutásuk során az FSE-ben is szerepelt, félkövérrel formázott játékosok rendelkeznek felnőtt válogatottsággal.
Becsei József
Füle Antal
Kapcsos Vince
Kisalagi János
Magyar Lajos
Nagy Tibor
Nyikos József
Vanczák Vilmos
Vaskó Tamás
Varga István 3 gólkirályi címet szerzett a 4. osztályban szereplő FSE kötelékében: 1987-ben 20 góllal, 1988-ban 21 góllal holtversenyben, 1991-ben pedig 26 góllal.

## Híres edzők
Bene Ferenc
Budai II László
Gergely Károly
Koczó József
Mathesz Imre
Jean-Claude Mbemba
Menczel Iván
Mészöly Géza
Németh Miklós
Sarlós András
Tóth József
Várhidi Pál
Véber György

## Külső hivatkozások
Fót Sportegyesület, https://fotsportegyesulet.hu (Hozzáférés: 2023. augusztus 26.)
Magyarfutball.hu, magyarfutball.hu (Hozzáférés: 2023. augusztus 26.)
Eredmények.hu, www.eredmenyek.com (Hozzáférés: 2023. augusztus 28.)
Arcanum Digitális Tudománytár, arcanum.com. (Hozzáférés: 2023. augusztus 28.)